# Janáky Marianna
Janáky Marianna (Hódmezővásárhely, 1955. február 6. –) magyar író, költő. Fia, Venczel Márk.

## Életpályája
Szülei: Janáky Dezső gyógyszerész és Nagy Anna gyógyszertári szakasszisztens. Hódmezővásárhelyen érettségizett 1973-ban a Bethlen Gábor Gimnáziumban. 1975–1978 között a Juhász Gyula Tanárképző Főiskola magyar–orosz szakos hallgatója volt. 1984–1986 között a hódmezővásárhelyi József Attila Általános Iskola oktatója volt. 1991–1993 között a Juhász Gyula Tanárképző Főiskola hallgatójaként német nyelvtanári diplomát is szerzett. 1993–2018 között a HSZC Návay Lajos Szakgimnáziuma, Szakközépiskolája és Kollégiuma tanára volt. 2018-ban nyugdíjba vonult. Makón él.
2012-től publikál rendszeresen országos folyóiratokban. Civil kezdeményezésként 2018-ban létrehozta az Osvát Ernő-díjat, amellyel irodalmi lapok szerkesztőinek munkáját díjazzák. 2020-ban nyert felvételt a Szépírók Társaságába és a Magyar Írószövetségbe.
A Senior Auctor privát díj társ-alapítója (Müller János pénzügyi vállalkozóval, 2023-ban), amit a késői pályakezdő írók kaphatnak meg.

### Munkássága
53 évesen kezdett el írni. Többek között jelentek meg versei, prózái, drámapantomimjei, verses interjúi és könyvinterjúi a következő lapokban: 2000, Ambroozia, Bárka online – Papírhajó, Csillagszálló, Elle, Élet és Irodalom, Életünk, Életem Receptje, Előretolt Helyőrség,  Helyőrség.hu, HÍD, Irodalmi Jelen, Irodalmi Szemle, Kalligram, Kortárs online, KULTer.hu, Magyar Napló, Magyar Műhely, Műhely, Műút, Napút.hu, Népszava, Opus, Pannon Tükör, Prae, Spanyolnátha, Szőrös Kő, Tiszatáj, A Vörös Postakocsi.

## Művei
- Egységesülés (versek, 2008) (magánkiadás)
- Itt maradni. A Szegedi Írók Társaságának antológiája (2015)[13][14]
- Novellák regénye (kisregény, AB ART Kiadó,[15] 2016)[16][17]
- Magamba ragasztottalak (kisprózafüzér, Fekete Sas Kiadó, 2018)[18]
- Paplan alatt (elbeszélő költemények, Tiszatáj Alapítvány, 2019)[19][20]
- Gondolatok pelenkában (mininovella-füzér, Fekete Sas Kiadó, 2020)[21]
- Szív alakú nyom a homokban (dráma-pantomimek, AB ART Kiadó,[15] 2022)
- Okoskuka, csokidoki, géncica és a tesók (gyermekversek) (magánkiadás, Innovariant Kft., 2023)[22]
- Egyesüléseim könyvekkel 1 (könyvinterjúk, AB ART Kiadó,[15] 2023)
- Egyesüléseim könyvekkel 2 (könyvinterjúk, AB ART Kiadó,[15] 2023)
- Eifert fotók - Janáky versek (magánkiadás; Innovariant Kft., 2023)[23]
- Eltévedt betűk (kisregény, AB ART Kiadó, 2023)
- Préselt arckép (AB ART Kiadó, Kalligram Kiadó, 2024)
- Láng anya/Cumis élet (AB ART Kiadó, 2025)